# Habenaria tentaculigera
Habenaria tentaculigera är en orkidéart som beskrevs av Heinrich Gustav Reichenbach. Habenaria tentaculigera ingår i släktet Habenaria och familjen orkidéer. Inga underarter finns listade i Catalogue of Life.